# Anton von Wolkenstein-Trostburg

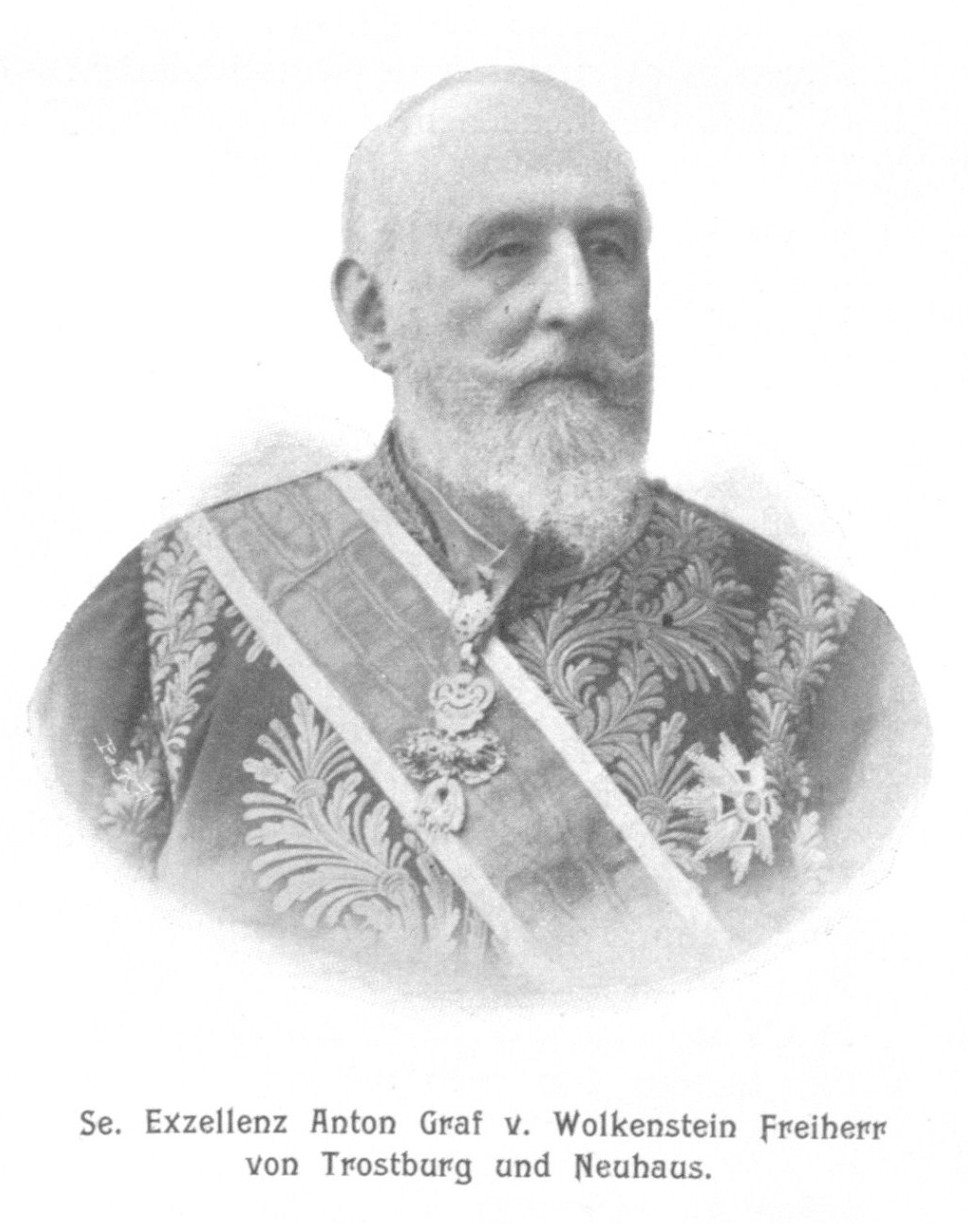
Anton von Wolkenstein-Trostburg, 1903

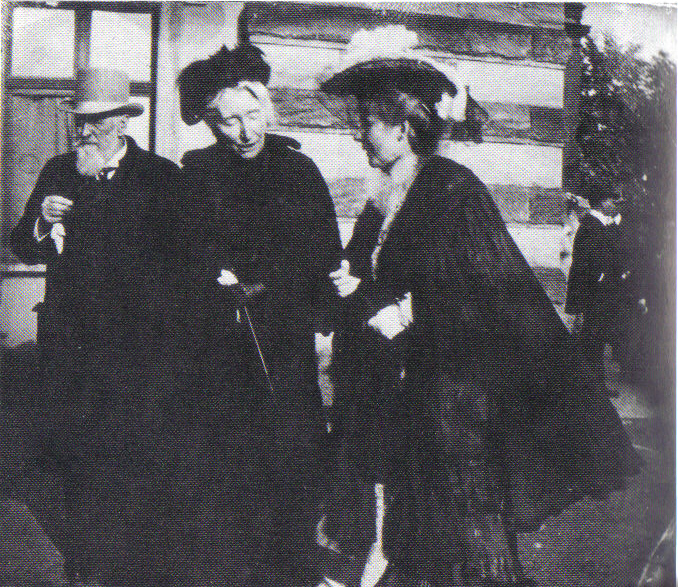
Anton Graf Wolkenstein, Cosima Wagner, Marie Gräfin Schleinitz-Wolkenstein vor dem Festspielhaus Bayreuth

Anton Karl Simon Graf von Wolkenstein-Trostburg (* 2. August 1832 in Brunnersdorf, Böhmen; † 5. Dezember 1913 in Valsugana, Trentino) war ein österreichischer Diplomat.

## Leben
Anfangs im Militärdienst, trat Graf Wolkenstein-Trostburg 1858 in den diplomatischen Dienst und wurde 1870 Botschaftsrat in London, 1877 in Berlin und 1880 außerordentlicher Gesandter in Dresden. 1881 wurde er Sektionschef der handelspolitischen Abteilung im Außenministerium. Er war an den Verhandlungen zur Donaufrage sowie am Abschluss der Handelsverträge mit dem Deutschen Reich von 1878 und 1881 beteiligt. März 1882 schließlich wurde er österreichisch-ungarischer Botschafter in St. Petersburg, Oktober 1894 in Paris. 1903 schied er aus dem diplomatischen Dienst aus und lebte fortan mit seiner Gattin in Berlin, wo diese im Palast Hotel einen berühmten literarischen Salon führte. Die warme Jahreszeit verbrachte das Paar auf Schloss Ivano im Trentino, wo der Graf 1913, ein halbes Jahr vor Ausbruch des Ersten Weltkrieges, starb.

## Ehe
Am 16. Juni 1886 heiratete er in zweiter Ehe die eben verwitwete Marie Gräfin von Schleinitz, geborene von Buch, die berühmte Salonière und Gönnerin Richard Wagners, mit der er seit seiner Zeit bei der österreichischen Botschaft in Berlin eng befreundet gewesen war. Unter ihrem Einfluss interessierte er sich für Wagner und Schopenhauer und besuchte die Bayreuther Festspiele. Harry Graf Kessler beschreibt das Verhältnis des Grafen zu seiner von ihm tief verehrten Gattin in seinen Mémoiren:

„Einmal hat sie eine große, romantische Leidenschaft entfesselt: die ihres zweiten Mannes Wolkenstein. Als er schon ganz weiß und lange Jahre Botschafter war, benahm er sich gegen sie immer noch wie ein Jüngling. Er blickte sie mit verliebten Augen an, beugte sich über ihre Hand mit Inbrunst, redete zu ihr mit einer anderen Stimme wie zu anderen Frauen. Der Zauber, den ihr Geist, das Abseitige und Beschwingte ihres Wesens, ihre hohe und feine Kultur auch auf andere ausübten, war um ihn zu einem Bann verdichtet, aus dem er keinen Augenblick freikam. Da er in seinem Äußeren und seinen Manieren von gewinnender Grazie und Vornehmheit war, entging er auch in einer späteren, für solch romantische Ehen weniger empfänglichen Epoche der Lächerlichkeit, während sie jeden Schatten des Komischen durch das Strahlende ihrer Lebenskraft überglänzte. Aber was auch von leiser Komik vielleicht doch das Verhältnis der beiden alten Leute umschwebte, ging unter in der bis ins Grausige gesteigerten Tragödie ihrer letzten Tage. Sie erkrankte im Palast-Hotel in Berlin und starb in ihrem Hotelzimmer. Während sie krank war, pflegte sie der alte Graf mit seinen ritterlichen Handreichungen und aller Zärtlichkeit und Anbetung, die sie von ihm gewohnt war. Stundenlang soll er an ihrem Bett gesessen und sie schweigend angeblickt haben. Als sie aber tot war, da fiel aller Firnis seiner Herkunft und Erziehung von ihm ab, und was übrig blieb, war ein waidwund geschossenes Tier. Tagelang soll er an ihrem Totenbett geschrien haben, so dass die Hotelgäste entsetzt aus dem Hotel flüchteten. Dann legte auch er sich und starb.“